# Knockcroghery

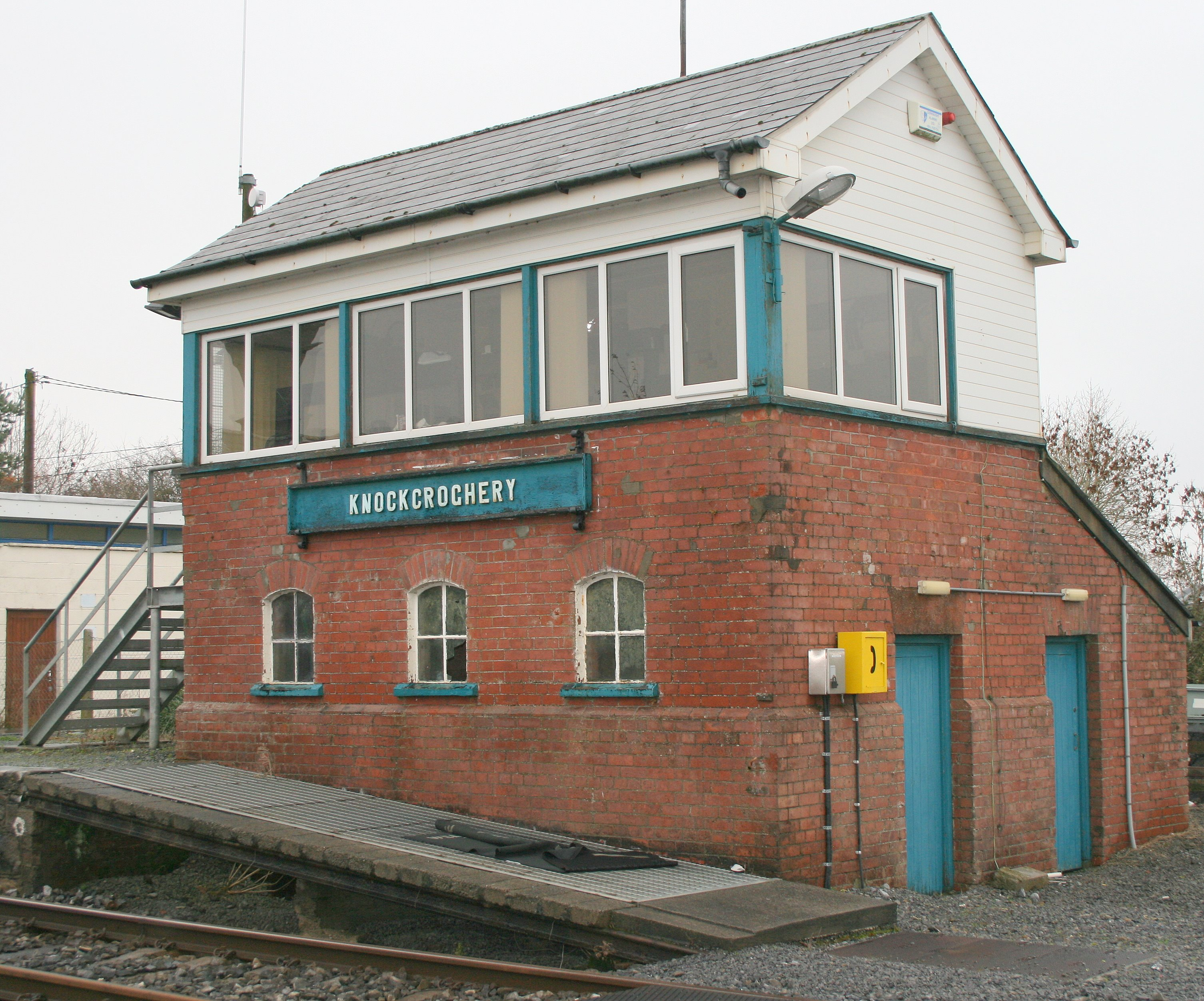
Budynek nieczynnej stacji kolejowej

Knockcroghery (irl. Cnoc an Chrochaire) – wieś w Irlandii, w hrabstwie Roscommon, w prowincji Connacht. Znajduje się tam kościół św. Patryka wybudowany ok. 1870 roku. W 2011 roku zamieszkiwana przez 307 osób.

## Transport
Przez miejscowość przebiega droga N61 oraz na trasie linii autobusowych 21 z Dublina do Westport i 461 z Athlone do Roscommon. W latach 1860–1963 znajdowała się w niej stacja kolejowa.